# Kanton Sainte-Geneviève-des-Bois
Kanton Sainte-Geneviève-des-Bois is een kanton van het Franse departement Essonne. Kanton Sainte-Geneviève-des-Bois maakt deel uit van de arrondissementen Palaiseau (3) en Évry (1). Het heeft een oppervlakte van 17.75 km² en telt 68.264 inwoners in 2018.

## Gemeenten
Het kanton Sainte-Geneviève-des-Bois omvatte tot 2014 enkel de gemeente Sainte-Geneviève-des-Bois.
Door de herindeling van de kantons bij decreet van 24 februari 2014, met uitwerking op 22 maart 2015 werden daar de gemeenten:
- Morsang-sur-Orge
- Villemoisson-sur-Orge
- Villiers-sur-Orge

aan toegevoegd.